# República Tiberina
La llamada República Tiberina (en italiano: Repubblica Tiberina) fue un municipio revolucionario proclamado el 4 de febrero de 1798, cuando los republicanos tomaron el poder en la ciudad de Perugia. Era una zona de ocupación que tomó su nombre del río Tíber. Un mes después, el gobierno de todos los Estados Pontificios se convirtió en una república: la República Romana, "república hermana" de la Primera República Francesa. Su cabeza era un cónsul y usaba un tricolor similar a la bandera francesa.